# Un fils
Un fils (tj. Syn) je francouzský hraný film z roku 2004, který režíroval Amal Bedjaoui podle vlastního scénáře. Film zachycuje vztah syna a otce.

## Děj
Selim je mladík arabského původu, který vede dvojí život. Podle svého otce, který bydlí na pařížském předměstí, pracuje Salim v Paříži jako hotelový recepční. Ve skutečnosti si se svou kamarádkou Louise vydělává peníze jako prostitut. Selimův otec Omar je vdovec a pobírá invalidní důchod, protože má nemocná záda. Selim všechny vydělané peníze šetří na jeho operaci. Selim jednoho večera dojde k závěru, že jeho život nemá perspektivu a spáchá sebevraždu. Po jeho smrti se otec od Louise dozví pravdu o synově životě.

## Obsazení
| Mohamed Hicham    | Selim             |
| Hammou Graïa      | Omar              |
| Isabelle Pichaud  | Louise            |
| Aurélien Recoing  | Max               |
| Licino Da Silva   | recepční v hotelu |
| Olivier Rabourdin | kapitán Lopez     |